# Vertigo (serieförlag)
För andra betydelser, se Vertigo.
Vertigo är en amerikansk förlagsetikett, under DC Comics. Vertigo grundades 1993 med inriktning på tecknade serier riktade till en vuxen publik, utanför superhjältegenren. Dess flaggskepp är Neil Gaimans hyllade The Sandman-serier. Bland de mer uppmärksammade titlarna finns även Preacher, 100 Bullets, Fables, Hellblazer, Animal Man, Swamp Thing, Shade the Changing Man, The Invisibles, Transmetropolitan och Trillium. Flera serier från Vertigo har gjorts till filmer och TV-serier.